# حفل توزيع جوائز الأوسكار الرابع والثلاثون
حفل توزيع جوائز الأوسكار الرابع والثلاثون (بالإنجليزية: 34th Academy Awards)‏ هو حدث نظمته أكاديمية فنون وعلوم الصور المتحركة لتكريم أفضل الأفلام لسنة 1961. أقيم الحفل بتاريخ 9 أبريل، 1962 في قاعة عرض سانتا مونيكا المدنية في سانتا مونيكا، كاليفورنيا. قامت شبكة هيئة الإذاعة الأمريكية ببثّ الحفل، وقدّمه بوب هوب. في هذه الدورة، فاز فيلم قصة الحي الغربي بجائزة أفضل فيلم، وحاز الممثّل ماكسيميليان شيل على جائزة أفضل ممثّل، ونالت الممثلة صوفيا لورين جائزة أفضل ممثّلةٍ، وكانت جائزة الأوسكار لأفضل مخرج من نصيب المخرج جيرومي روبين وروبرت وايز.
أكثر الأفلام ترشيحاً للحصول على جوائز كان فيلم حكم في نورمبرغ وقصة الحي الغربي حيث تلقّى 11 ترشيحاً، بينما أكثرها فوزاً كان فيلم قصة الحي الغربي حيث فاز بـ 10 جوائز.

## الجوائز
- جائزة أفضل فيلم:

قصة الحي الغربي
- جائزة أفضل مخرج:

جيرومي روبين وروبرت وايز
- جائزة أفضل ممثّل:

ماكسيميليان شيل
- جائزة أفضل ممثّلة:

صوفيا لورين
- جائزة أفضل ممثّل مساعد:

جورج تشيكيرس
- جائزة أفضل ممثّلة مساعدة:

ريتا مورينو
- جائزة أفضل سيناريو مقتبس:

حكم في نورمبرغ
- جائزة أفضل موسيقى تصويريّة:

قصة الحي الغربي والإفطار عند تيفاني
- جائزة أفضل تأثيرات بصريّة:

أسلحة نافارون
- جائزة أفضل خلط أصوات:

قصة الحي الغربي

## وصلات خارجية
- حفل توزيع جوائز الأوسكار الرابع والثلاثون على موقع IMDb (الإنجليزية)
- حفل توزيع جوائز الأوسكار الرابع والثلاثون على موقع ميوزك برينز (الإنجليزية)
- الموقع الرسمي لجوائز الأكاديمية.
- الموقع الرسمي لأكاديمية فنون وعلوم الصور المتحركة.
- قناة جوائز الأوسكار على موقع يوتيوب (تُديره أكاديمية فنون وعلوم الصور المتحركة).
- مقتطفات فيديو من أكاديمية فنون وعلوم الصور المتحركة.